# Dominique Arnold
Dominique Arnold (né le 14 septembre 1973 à Long Beach) est un athlète américain spécialiste du 110 mètres haies. 

## Carrière
Étudiant à l'Université d'État de Washington, Dominique Arnold remporte les Championnats NCAA 1996 dans le temps de 13 s 46. Il fait ses débuts sur la scène internationale lors de la saison 1999 en se classant quatrième des Jeux panaméricains dans le temps de 13 s 21, nouveau record personnel. En février 2000, l'Américain établit la meilleure performance de sa carrière sur 60 m haies en 7 s 51 à l'occasion de sa victoire aux Millrose Games de New York. Deuxième des Championnats nationaux indoor derrière Terrence Trammell, il est contraint à l'abandon lors des sélections olympiques américaines pour les Jeux de Sydney. Il réalise le temps de 13 s 11, fin août lors du meeting de Leverkusen, et se classe quatrième meilleur performeur mondial de l'année.
En 2005, Arnold établit un nouveau record personnel sur 110 m haies en signant le temps de 13 s 01 lors du meeting de Carson, puis termine au pied du podium des Championnats du monde d'Helsinki en 13 s 13. Il s'incline face à son compatriote Allen Johnson lors de la Finale mondiale d'athlétisme disputée en fin de saison à Monaco. En 2006, Dominique Arnold s'adjuge la médaille de bronze du 60 m haies lors des Championnats du monde en salle de Moscou, derrière Terrence Trammell et Dayron Robles. En juin, à Indianapolis, il remporte son premier titre national (13 s 10 en finale).
Le 11 juillet 2006, Dominique Arnold établit la meilleure course de sa carrière avec le temps de 12 s 90 (+1,1 m/s) lors du meeting Athletissima de Lausanne, s'inclinant face au Chinois Liu Xiang, auteur du nouveau record du monde de la discipline en 12 s 88. L'Américain signe la deuxième meilleure performance de tous les temps, inférieure d'un centième au précédent record du monde du Britannique Colin Jackson. Il améliore par ailleurs les records des États-Unis et d'Amérique du Nord, détenus auparavant par Roger Kingdom en 12 s 92. Il est dépossédé de ce record  le 16 juillet 2010 par son compatriote David Oliver, auteur de 12 s 89.

## Records
- 60 m haies : 7 s 51 (4 février 2000 à New York et 26 février 2006 à Boston)
- 110 m haies : 12 s 90 (11 juillet 2006 à Lausanne).

## Palmarès

### International
| Année | Compétition                    | Lieu      | Place | Épreuve     |
| ----- | ------------------------------ | --------- | ----- | ----------- |
| 1999  | Jeux panaméricains             | Winnipeg  | 4e    | 110 m haies |
| 2001  | Finale du Grand Prix           | Melbourne | 3e    | 110 m haies |
| 2005  | Championnats du monde          | Helsinki  | 4e    | 110 m haies |
| 2005  | Finale mondiale                | Monaco    | 2e    | 110 m haies |
| 2006  | Championnats du monde en salle | Moscou    | 3e    | 60 m haies  |

### National
- Champion des États-Unis du 110 m haies en 2006
- Vainqueur des Championnats NCAA en 1996